# Poolburn
Poolburn  est une petite localité rurale de la région de Central Otago, dans l'Île du Sud de la Nouvelle-Zélande. 

## Situation
Elle est localisée dans la vallée d'Ida, à neuf kilomètres au sud-est de la ville d'Ophir.

## Installations
La ville a une école primaire, un ancien hôtel, un hall de la communauté, un terrain de sports, des courts de tennis et une église maintenant fermée.
Il y a à proximité une mine d’or historique qui continue à fonctionner ( "Blacks No. 3" ) située à l’est au pied de la chaîne de Raggedy Range.